# Félix María Zuloaga
Félix María Zuloaga Trillo (Álamos, Sonora; 31 de marzo de 1813-Ciudad de México, 11 de febrero de 1898) fue un militar y político mexicano que encabezó el Plan de Tacubaya, que desconocía la Constitución de 1857 y por medio del cual fue nombrado Presidente de México de forma interina en oposición al presidente constitucional, Benito Juárez. Su nombramiento se dio al comienzo de la guerra de Reforma, período en que la titularidad del poder ejecutivo fue reclamada por los liberales y conservadores.

## Biografía
«En esta Santa Iglesia Parroquial de los Álamos en cinco de Abril de mil ochocientos trece, Yo Don Juan Nicolás Quiros, cura por S. M. bautice solemnemente, puse los Santos Oleos y Sagrado Crisma, a un niño español que nació el treinta y uno de Marzo y se le pusieron los nombres de José Felis de la Sma. Trinidad: hijo legitimo de D. Manuel José de Zuloaga y Da Maria Ana Trillo y fueron sus padrinos D. Manuel de Anguia y Da Serafina Barreda, á quienes advertí el parentesco espiritual y obligaciones contraidas y por verdad la firmé.—Juan Nicolás Quiros y Mora.»
Iglesia parroquial de los Álamos, 5 de abril de 1813

Félix María Zuloaga nació el 31 de marzo de 1813 en Álamos, Sonora. Hijo de Manuel José de Zuloaga y de Mariana Trillo. Su educación primaria la realizó en Chihuahua. Entró a un seminario en la Ciudad de México, el cual abandonó tiempo después. En 1834 regresó a Chihuahua y se enlistó en las milicias cívicas de Chihuahua. Participó en campañas contra los apaches y comanches en las conocidas guerras comanches.
En 1838 regresó a la Ciudad de México e ingresó al ejército regular como teniente segundo. Participó en la guerra de los Pasteles contra Francia el mismo año y en campañas contra la Revolución de Texas. También ese mismo año fue nombrado presidente del Consejo de Guerra de la guarnición de la Ciudad de México. Liberal a sus comienzos en política, en 1840 participó en el derrocamiento del presidente Anastasio Bustamante. Al año siguiente se alió con Antonio López de Santa Anna donde peleó contra los separatistas en Yucatán y dirigió las fortificaciones de Monterrey. Durante la Guerra entre Estados Unidos y México fungió como alcalde de la ciudad de Chihuahua.
En 1854 peleó contra los liberales que apoyaron el Plan de Ayutla, y fue hecho prisionero. Tiempo después fue liberado y en 1855 fue representante del estado de Chihuahua en la Junta de Representantes de los Estados en Cuernavaca.
Félix María Zuloaga peleó contra los conservadores en dos campañas en Puebla, pero tiempo después simpatizó con el Partido Conservador. Finalmente, el 17 de diciembre de 1857, el general Zuloaga encabezó el pronunciamiento del Plan de Tacubaya el cual demandaba la derogación de la Constitución de 1857, la permanencia de Ignacio Comonfort en la presidencia y la convocatoria de un Congreso extraordinario, el cual se encargaría de elaborar una nueva constitución. Dos días después de su publicación, Comonfort se adhirió al Plan de Tacubaya dando así un golpe de Estado contra su propio gobierno. Benito Juárez (Presidente de la Suprema Corte de Justicia en ese momento) se negó a colaborar con los conservadores. Por esta razón, Comonfort ordenó que lo detuvieran y lo mantuvieran en prisión.
El 11 de enero de 1858, el general Zuloaga exigió la renuncia del presidente Comonfort. Comonfort permaneció en el cargo diez días, y durante ese tiempo liberó a Juárez y a otros liberales que habían sido encarcelados. Tras el derrocamiento de Comonfort, Juárez asumió la presidencia de acuerdo con la Constitución de 1857, pero Zuloaga tenía mando militar de la capital, por lo que Juárez estableció su gobierno en Guanajuato. Este fue el comienzo de la Guerra de Reforma. Comonfort abandonó el país, repudiado tanto por liberales como por conservadores
Zuloaga fue seleccionado por los partidarios del movimiento anticonstitucional, generales conservadores y el clero católico, para servir como presidente interino de México el 21 de enero de 1858. Asumió el cargo el 23 de enero del mismo año. El 24 de diciembre del 1858 fue depuesto mediante el Plan de Navidad proclamado por el general Manuel Robles Pezuela (substituto del general Miguel Miramón, quien se encontraba en campaña). Robles Pezuela mantuvo la presidencia conservadora hasta el 21 de enero de 1859, y el 24 de enero, Zuloaga reasumió el cargo. El segundo término de Zuloaga finalizó el 2 de febrero de 1859 cuando fue reemplazado por Miguel Miramón.
El 9 de mayo de 1860 se publicó un decreto para que Zuloaga reasumiera la presidencia conservadora. Al día siguiente Miguel Miramón lo tomó prisionero. El 3 de agosto de este año se escapó de León, Guanajuato, y marchó a la Ciudad de México. El Consejo de Gobierno no lo reconoció ya como presidente. Auxiliado por varios militares conservadores, asumió la presidencia el 13 de agosto aunque solo de facto, ya que anduvo en campaña.
Después de tres años de guerra civil, las fuerzas liberales encabezadas por el general Jesús González Ortega, enfrentaron la que sería la última batalla contra las fuerzas conservadoras dirigidas por Miramón. Los liberales vencieron a los conservadores definitivamente en la Batalla de Calpulalpan en el Estado de México el 22 de diciembre de 1860, y finalmente el 1 de enero de 1861, Benito Juárez hizo su entrada triunfal a la capital, con lo que momentáneamente se restableció el orden constitucional de México.
A pesar de haber sido derrotado por los liberales, los conservadores continuaron reconociendo a Zuloaga como presidente. El gobierno constitucional lo declaró fuera de la ley por el asesinato de Melchor Ocampo. El 28 de diciembre de 1862, finalizó su mandato con el que concluyeron los gobiernos conservadores, para preparar el camino a lo que sería llamado el Segundo Imperio Mexicano que fue proclamado en 1863.

### Últimos años
Zuloaga trató de aliarse al imperio, pero falló en su intento. En 1865 fue exiliado a Cuba. Regresó a México años después de la muerte de Juárez. Se dedicó al cultivo de tabaco y nunca regresó a la política. Murió en la Ciudad de México el 11 de febrero de 1898 a los 84 años.
A pesar de haber sido un gobernante emanado de un golpe de Estado y habiendo uno constitucional en la época en que él fue nombrado para el cargo, la historia de México lo reconoce como presidente de México.